# Can Pau Brut
Can Pau Brut és una obra d'Argentona (Maresme) protegida com a Bé Cultural d'Interès Local.

## Descripció
Masia de tres cossos perpendiculars a la façana, amb planta baixa i pis. La teulada és a dues vessants amb el carener paral·lel a la façana.
Destaca, a la façana, un portal de pedra d'arc rebaixat i dues finestres gòtiques amb permòdols.
La casa ha estat restaurada i s'hi ha obert noves finestres.